# Crunch (Impellitteri)
Crunch è il sesto album in studio della band heavy metal statunitense Impellitteri, pubblicato il 21 gennaio 2000 per la JVC.

## Tracce
1. Beware of the Devil – 3:54
2. Turn of the Century – 4:33
3. Speed Demon – 3:19
4. Wake Me Up – 4:56
5. Spanish Fire – 3:33
6. Slay the Dragon – 4:39
7. Wasted Earth – 4:15
8. Forever Yours – 4:30
9. Texas Nuclear Boogie – 2:58
10. Fear No Evil – 3:48

## Formazione
- Rob Rock – voce
- Chris Impellitteri – chitarra
- James Amelio Pulli – basso
- Edward Harris Roth – tastiera
- Glen Sobel – batteria